# Personeelsinformatiesysteem
Een personeelsinformatiesysteem (afhankelijk van de ideeën rond personeelsmanagement ook wel humanresourcemanagement-informatiesysteem of hrm-systeem genoemd) is een systeem waarmee gegevens over personeel worden beheerd. In veel gevallen is een dergelijk systeem geautomatiseerd en omvat het computerprogrammatuur voor personeelsgegevens, vaak met het oog op personeelsmanagement. 

## Doel
In het personeelsinformatiesysteem worden gegevens van de medewerkers van een onderneming bijgehouden, doorgaans in een relationele database. De volledige salarisadministratie kan worden gevoerd in een personeelsinformatiesysteem, maar ook beoordelingsgegevens, autorisatiegegevens, tekenbevoegdheden, opleidingsgegevens, digitale pasfoto, functiegegevens (functiebenaming, functieniveau, afdeling), enzovoorts. Ook kan een personeelsinformatiesysteem gebruikt worden als basis voor het organogram van de onderneming.

## Historie
De eerste gemechaniseerde personeelsinformatiesystemen verschenen in de jaren veertig. In de jaren vijftig kon met deze systemen slechts de gegevens van het personeel worden opgeslagen en vond de verloning plaats. Dit zette zich voort in de tien jaren erna. In 1971 begonnen de meeste grote banken, verzekeraars en commerciële bedrijven gebruik te maken van personeelsinformatiesystemen. Er bestond een periode waarin bedrijven met meer dan duizend werknemers eigen datasystemen ontwikkelden. De prijzen van computers daalden enorm en hierdoor werd de ontwikkeling van deze systemen flink aangemoedigd. 
Rond 1980 is in een onderzoek geconstateerd dat ongeveer 40% van alle bedrijven een personeelsinformatiesysteem hebben geïmplementeerd (Richards-Carpenter, 1982). 80% van de bedrijven die geen personeelsinformatiesysteem hebben geven aan er wel één nodig te hebben. Hieruit blijkt dat de opkomst van deze systemen sterk in gang was. Ook de komst van eigen programmeurs en systeem analisten in de grotere bedrijven loopt hiermee samen. 
Tegen de millenniumwisseling werd er van alle grotere bedrijven wel verwacht dat ze gebruik maakte van een dergelijk personeelsinformatiesysteem waarmee alle gegevens van het personeel beheerd konden worden, de salarisadministratie, maar ook de vacatures. In de loop van het nieuwe millennium zijn de personeelsinformatiesystemen zodanig uitgebreid dat ze werkelijk alle informatie beheren met betrekking tot het personeel; werving/selectie, vacaturebeheer, personeelsplanning, opleidingen/trainingen, payrolling, loopbaanplanning, beoordelingen, communicatie etc.  
In het begin van de opkomst van de personeelsinformatiesystemen werd veel gebruikgemaakt van de technische staf van het management informatie systeem (MIS) in het bedrijf. 
Tegenwoordig heeft de afdeling personeelszaken een eigen personeelsinformatiesysteem-manager en ontwikkelen en onderhouden ze tevens hun eigen systeem; zowel hardware als software. 
Het wordt ook steeds belangrijker dat deze personeelsinformatiesysteem-managers niet alleen een technische achtergrond hebben maar tevens een sterke achtergrond hebben op het gebied van personeelszaken.